# Paradoxa de la predestinació
La paradoxa de la predestinació estableix que si tots els actes que estan passant i que tindran lloc en un futur no poden ser modificats de cap manera, el que ha de passar, passarà i és inevitable. Aquest model d'un món matematitzat i mecanitzat on res no pot ser alterat per res o per ningú xoca amb la teoria del lliure albir.
Segons el model de la predestinació, l'ésser humà és incapaç de canviar el curs únic i inamovible que té el nostre futur. Els actes i la voluntat humana estan sotmesos al poder d'una entitat superior, entitat que té establerta com i en quin moment han de passar les coses. Això significa que, es faci el que es faci, es vulgui o no, s'està donant com a resultat l'acció que passarà i que és inevitable.
Per exemple, si es decideix de no fer res per canviar el món, s'estarà fent el que ja estava predestinat a succeir (el fet de no fer-ho).
Aquesta paradoxa tenia alguna lògica amb la física newtoniana, però amb la quàntica ha quedat obsoleta.